# 大分市立大志生木小学校
大分市立大志生木小学校（おおいたしりつ おおじゅうきしょうがっこう）は、かつて大分県大分市にあった公立小学校である。

## 概要
大分市北東部に位置していた。1963年（昭和38年）の520名をピークに児童数は減少を続け、2015年2月の児童数は39名で、その後も減少が予想された。そのため、2015年度（平成27年度）末での大分市立こうざき小学校との統合の方針が確認され、本校は2015年度（平成27年度）末を以て閉校した。

## 沿革
- 1880年（明治13年） - 志生木村字中須賀にて開校式挙行。
- 1889年（明治22年）4月1日 - 町村制施行に伴い大志生木村が成立。
- 1903年（明治36年）7月6日 - 新校舎落成。この日を開校記念日とする。
- 1907年（明治40年）7月1日 - 神馬木村、大志生木村が合併し、神崎村が発足。
- 1950年（昭和25年） - 北校舎落成式。
- 1954年（昭和29年） - 佐賀関町、神崎村、一尺屋村が新設合併し、佐賀関町となったことに伴い佐賀関町立大志生木小学校となる
- 1970年（昭和45年） - 新校舎落成式。
- 1989年（平成元年） - 木造北校舎解体撤去。水泳プール竣工。
- 1995年（平成7年） - 公会堂（講堂）取壊し。
- 1996年（平成8年） - 特別教室棟完成。
- 2004年（平成16年） - 佐賀関町の大分市への編入合併に伴い大分市立大志生木小学校となる[1]。
- 2016年（平成28年）3月27日 - 閉校記念式典挙行[4]。
- 2016年（平成28年）3月31日 - 閉校[4]。

## 通学区域
大字大平（大志生木一）、大字志生木（大志生木一～五、小志生木）